# Яшин Данило Олександрович
Я́шин Дани́ло Олекса́ндрович (*24 грудня 1929, село Старі Каксі, Можгинський район — †29 листопада 1988, місто Іжевськ) — удмуртський поет, фольклорист, педагог, кандидат філологічних наук (1967), член спілки письменників СРСР (1968), відмінник народної просвіти (1983).
Закінчив Можгинське педагогічне училище в 1947 році, потім факультет мови та літератури УДПІ в 1952 році. В 1952—1959 роках працював викладачем в Глазовському педагогічному інституті, в 1960—1983 роках — доцент кафедри удмуртської мови та літератури, в 1984—1985 роках — завідувач кафедри удмуртської літератури та літератури народів СРСР УДПІ.
У збірках віршів «Эшъёс ке вань» («Якщо є друзі» 1963), «Ыркыт тол» («Свіжий вітер» 1964), «Ин ворекъян» («Спалахи» 1972), «Мынам сюлмаськонэ» («Мої турботи» 1980) створив образ ліричного героя, який не сумує і не знає сумнівів, впевнено крокує по вибраному шляху. Патетика поета знайшла вираження в звукових римах та декламаційному стилі.
Автор багатьох смішних епіграм, шаржів, пародій та гумористичних віршів. Завдяки збиранню та обробки ним народних казок, отримав популярність Лопшо Педунь — своєрідний удмуртський Ходжа Насреддін, до якого відносяться низка літературних героїв. Автор поетичних збірок для дітей «Чыртывесь» («Намисто» 1964) та «Быгатись киос» («Умілі руки» 1986), монографії «Удмуртська народна казка» (Іжевськ, 1965), підручника «Удмурт фольклор» («Удмуртський фольклор» 1962), який витримав 3 видання, ілюстрованих альбомів про життя та творчість Д.Майорова, М.Ляміна та А.Лужанина. Вірші Яшина перекладені на російську, угорську, монгольську, іспанську та естонську мови.
У 1992 році посмертно став лауреатом Всеудмуртської національної премії імені Кузебая Герда.

### Твори
- Ожидание: Стихи. Ижевск, 1967
- Весеннее разноцветье: Стихи. Ижевск, 1975